# Шън Куо
Шън Куо или Шен Куо (на китайски: 沈括; на пинин: Shěn Kuò; на транскрипционна система Уейд-Джайлс: Shen K'uo, с псевдоним Mengqi (днес обикновено като Mengxi) Weng (夢溪翁) (1031–1095) е китайски учен, чиито занимания обхващат множество науки, а също е и опитен държавник от династията Сун (960–1279). Изключително широкият обхват на изследванията му включва науките математика, астрономия, метеорология, геология, зоология, ботаника, фармакология, агрономия, археология, етнография, картография. Той също е енциклопедист, генерал, дипломат, хидравличен инженер, изобретател, преподавател, финансов министър, държавен инспектор, поет и музикант. Той оглавява Отдела по астрономия в двора на династията Сун, както е и заместник-министър по Имперското здраве. В политически аспект той е част от реформистката група, позната, като Нова политическа група, оглавявана от министър-председателя Уанг Анши (1021–1086).